# Herrschaft Reichenstein
Die Herrschaft Reichenstein hatte ihren Stammsitz auf Burg Reichenstein bei Puderbach im Westerwald und war ein Lehen der Grafen zu Wied.

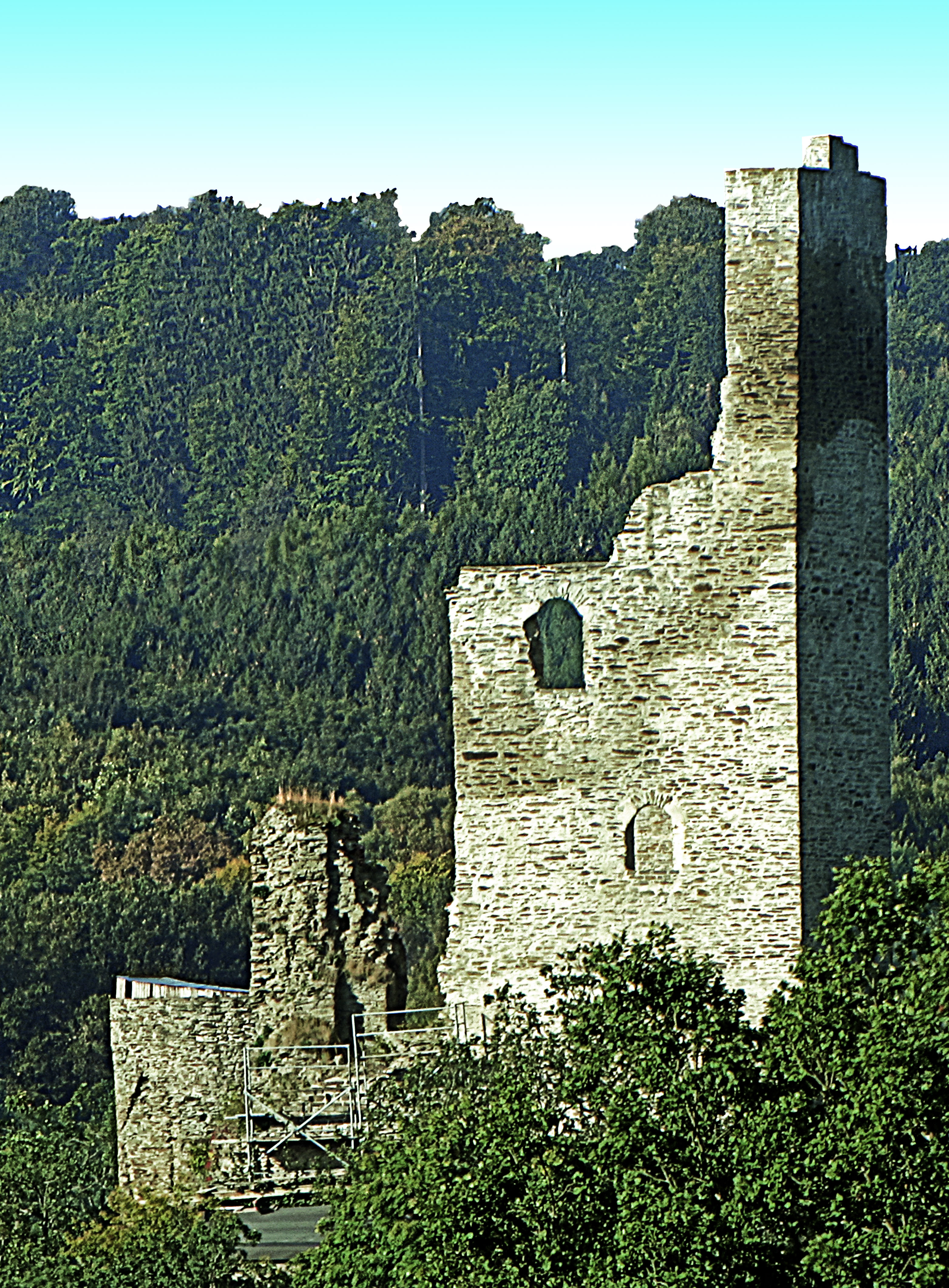
Burg Reichenstein 3

## Geschichte

Wappen von Burg und Herrschaft

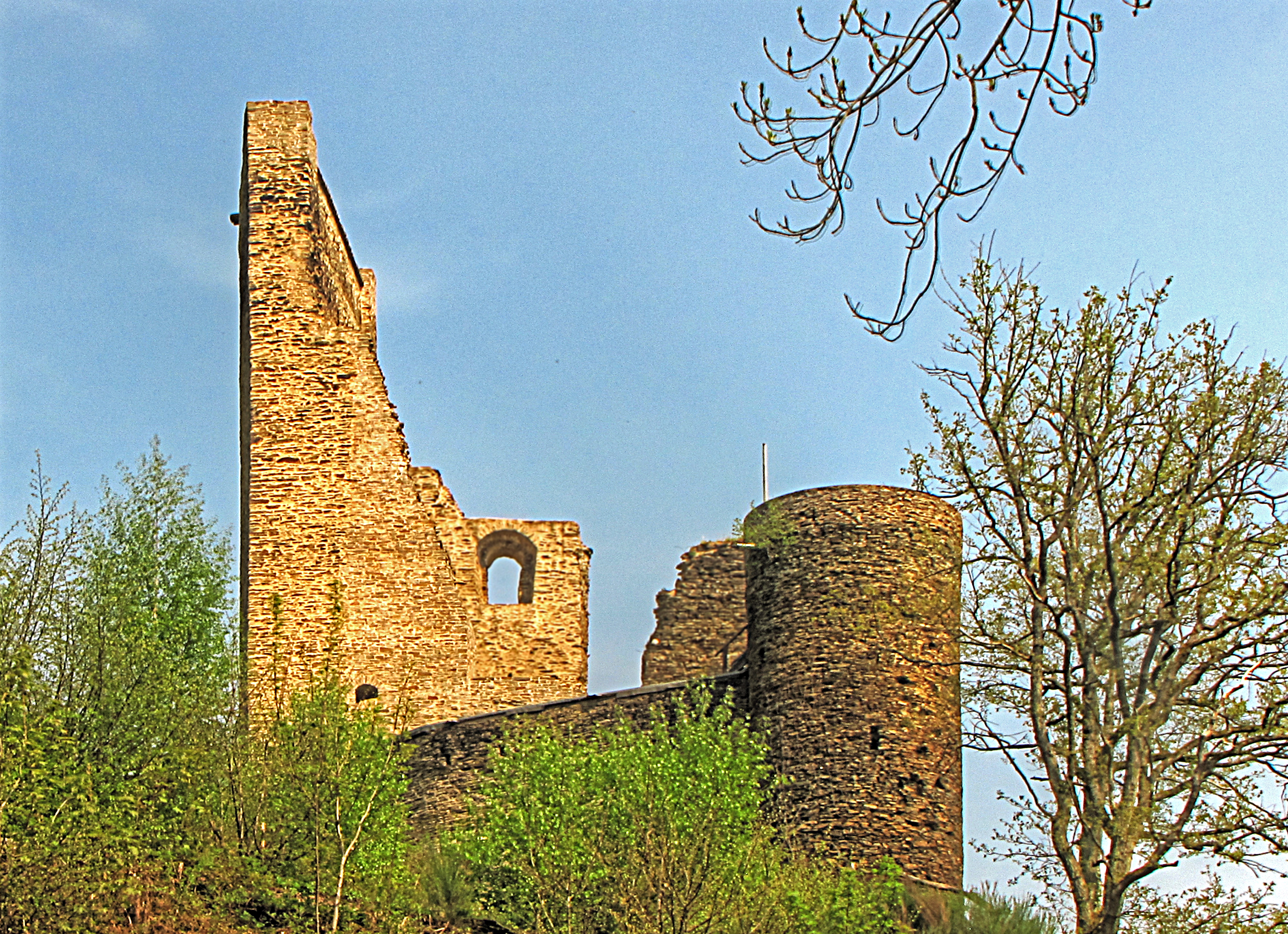
Burg Reichenstein 1

Nach den kaiserlichen Regesten, basierend auf Überlieferung durch die Stadt Koblenz, bekannte am 5. Juni 1208 in Koblenz, Wilhelm der Herr zu Reichenstein, er habe „den durch Eberhard von der Heyden und Sifrid Bastard zu Runckel auf dem Rhein zwischen Andernach und Coblenz gefangenen Frank von Cronberg auf seine Burg Reichenstein gebracht“, damit er dort an diesem Ort „geschatzt und zu gebuntnisse gedrungen“ werde. Weswegen ihm König Ruprecht sowie die Erzbischöfe Friedrich von Köln, Johann von Mainz und Werner von Trier geschrieben hätten, wie er damit des Rheinstroms Fromme erzürnt hätte. Weil er in Erfahrung gebracht habe, dass diese genannten 4 Fürsten vor seine Burg Reichenstein zu ziehen und ihn zu verderben beabsichtigen würden, lasse er Frank von Cronberg nun gegen Urfedeschwur frei und erbitte sich zu Recht vom König Ruprecht vor seinen der drei Kurfürsten. Mitsiegler waren Eberhard von der Heyden, Sigfrid der Bastard von Runckel, Gerhard der junge Graf zu Sayn, Salentin der Herr zu Isenburg und Reinhard der Herr zu Westerburg.
Seit 1480 umfasste die Herrschaft Reichenstein nur noch Burg und 2 ½ Fuß vor der Ringmauer. Nachdem das Geschlecht der Herren von Reichenstein 1511 erloschen war, wurde diese wiedischer Besitz. 1523 wurde Graf Johann III. von Wied-Runkel Besitzer der Burg, die seit 1549 immer mehr verfiel. Im Juli 1698 wurde die Ruine als reichsunmittelbare Herrschaft an den vestischen Grafen Franz von Nesselrode-Reichenstein für 6000 Taler verkauft. Nesselrode verpflichtete sich, die Ruine nicht wieder aufzubauen und wurde daraufhin ins Niederrheinisch-Westfälisches Reichsgrafenkollegium aufgenommen.

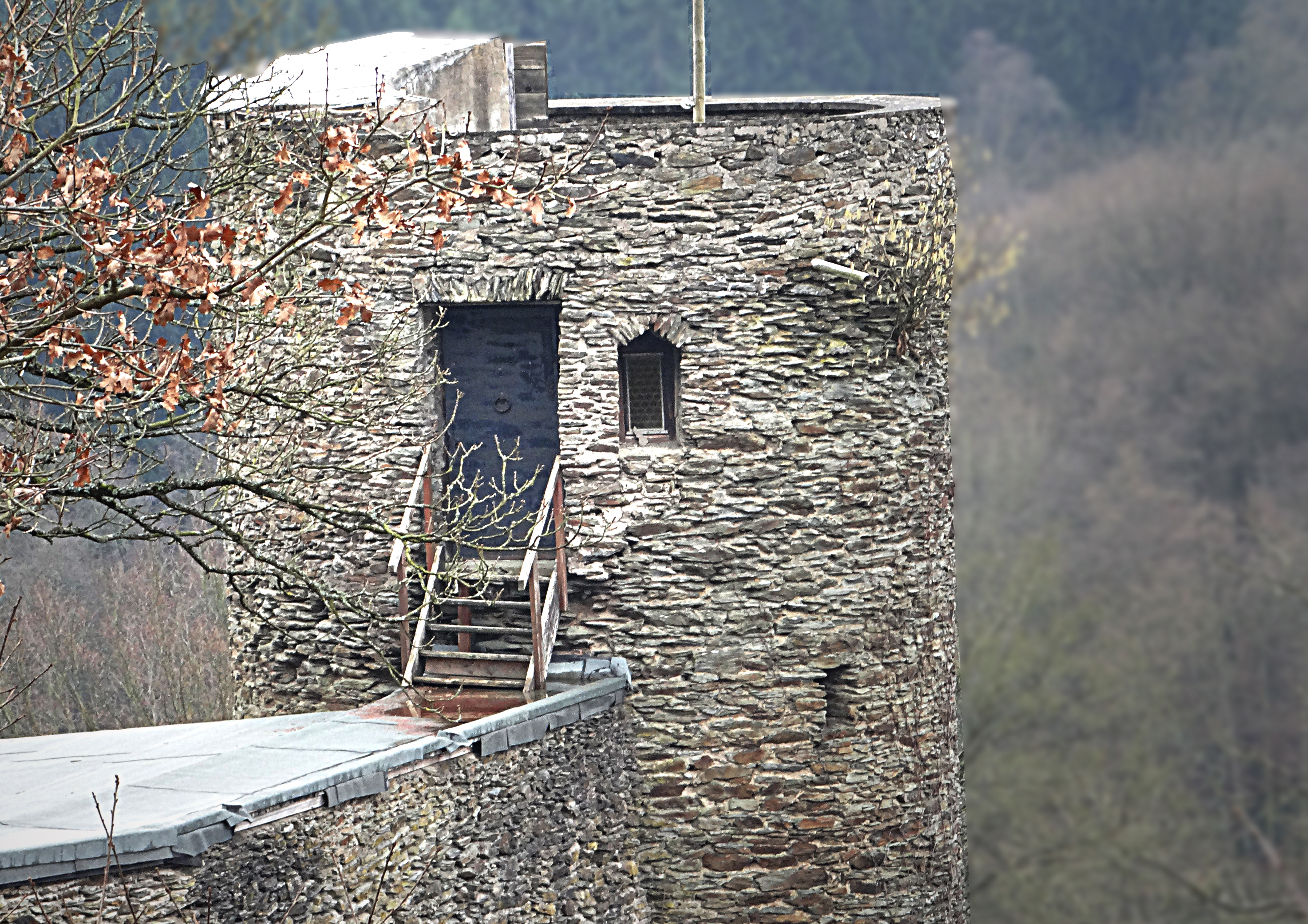
Burg Reichenstein 2